# Masalia funebris
Masalia funebris là một loài bướm đêm trong họ Noctuidae.